# Raffaella Imbriani
Raffaella Imbriani, née le 24 janvier 1973 à Karlsruhe, est une judokate allemande.

## Palmarès international en judo
| Championnats du monde    | Championnats du monde | Championnats du monde |
| Année                    | Médaille              | Catégorie             |
| ------------------------ | --------------------- | --------------------- |
| 2001                     | argent                | –52 kg                |
| 2003                     | bronze                | –52 kg                |
| Championnats d'Europe    |                       |                       |
| Année                    | Médaille              | Catégorie             |
| 1998                     | or                    | –52 kg                |
| 1999                     | bronze                | –52 kg                |
| Jeux mondiaux militaires |                       |                       |
| Année                    | Médaille              | Catégorie             |
| 1995                     | bronze                | –56 kg                |